# Santuario di Sant'Invenzio
Il santuario di Sant'Invenzio è la chiesa principale, e fino al 1990, l'unica, di Gaggiano, in Lombardia.

## Storia e descrizione

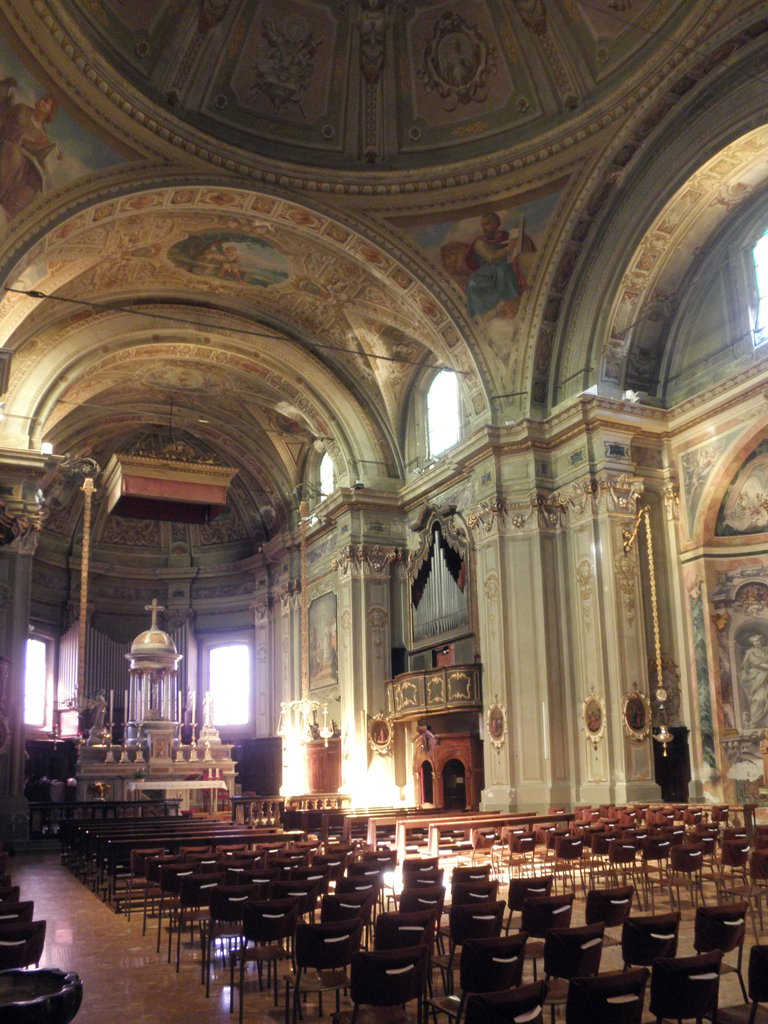
Veduta dell'interno.

Accanto al ponte che supera il Naviglio Grande, un ampio sagrato dà spazio alla facciata barocca della chiesa parrocchiale. I due toni di colore dell'intonaco (bianco e ocra) sottolineano le cornici di porte e finestre, le lesene che disegnano la facciata, il timpano triangolare che corona l'insieme, gli stipiti del campanile, facendo risaltare stucchi e statue.
L'edificio odierno venne iniziato nel 1618, ma la chiesa ha certamente origini più lontane visto che è documentata dal XII secolo, mentre qualche ampliamento fu messo in opera più tardi, nel 1758.
L'interno ha affreschi ottocenteschi, ma sopra l'altare della Madonna, alla sinistra dell'entrata, si trova un pregevole affresco quattrocentesco raffigurante la Madonna delle Grazie col Bambino il quale è stato meta di notevoli pellegrinaggi in quanto ritenuto miracoloso. L'evento straordinario, narrato dalle cronache locali, riporta infatti che durante i lavori di rifacimento della chiesa nel 1620, in pieno giorno, mentre i muratori stavano eseguendo dei lavori sulla volta della chiesa, il tetto del tempio sacro crollò rovinosamente in tutta la sua lunghezza non mietendo però alcuna vittima né tra i fedeli, né tra i passanti, né tra i lavoranti della chiesa, lasciando intatto solamente il dipinto raffigurante la Madonna col Bambino che da allora ha assunto una qualifica miracolosa.